# Centenario de la Constitución de Cádiz
Actos de celebración del centenario de la Constitución de Cádiz de 1812.

## Contexto histórico

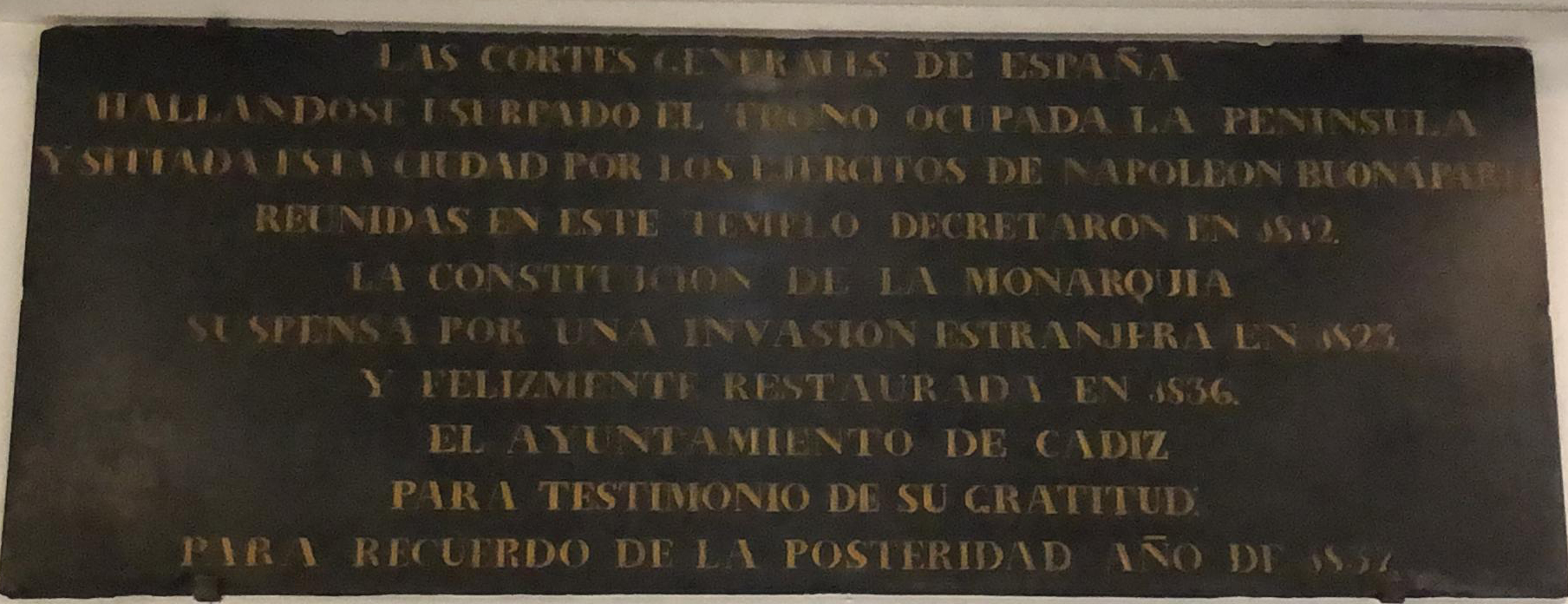
Plaza Conmemorativa Constitución 1812 en su triple vigencia. Museo de las Cortes. Cádiz

Durante el año de 1912 se procede a realizar en la ciudad de Cádiz toda una serie de actos oficiales y celebraciones con el objetivo de rendir honor a la primera constitución de España promulgada el 19 de marzo de 1812 (y conocida popularmente por ello, como la Pepa). El hecho no solo trataba de homenajear a la Carta Maga, sino reforzar en la idea del original liberalismo y en contra del absolutismo, con máxima representación de Fernando VII, que abolió el texto en dos ocasiones. La Constitución del doce estuvo en vigor tres ocasiones y que representaba un liberalismo alejado de monarquías absolutistas.
Sin embargo, en un país cada vez más centralizado y con los órganos cada vez con mayor poder en Madrid, la tarea no fue, ni mucho menos fácil. En plena Restauración, con enormes tensiones políticas, con gravísima crisis en el seno de los Liberales con diversos de sus líderes enfrentados, el cuestionamiento de la Monarquía en la figura de un devaluado Alfonso XII, la reciente pérdida de las colonias culminadas con el grave desastre del 98, que todavía se lamentaba, y el inicio de las tensiones territoriales. Da a entender que, ni todo el mundo quería conmemorar nada ni todo el mundo estaba de acuerdo en hacerlo en la misma manera.
Guisado Cuellar resume la compleja situación de la época en estos puntos.
a) Los líderes monárquicos no deseaban más que una presencia oficial de S.M. en los actos oficiales donde no se recordase el lamentable papel de Fernando VII y, sin embargo, se reforzase la figura de Alfonso XIII como “padre protector de la Patria” en una reinterpretación un tanto forzada de la historia.
b) Los grupos republicanos, por su parte, buscaban reforzar la participación de los ciudadanos en las instituciones y progresar en el crecimiento de una democracia más sólida, aunque fuese en ese momento con una Monarquía que ellos concebían como meramente provisional.
c) Los sectores más conservadores y retrógrados, por su cuente, junto a la propia Iglesia (como institución jerarquizada), se oponían a cualquier tipo de celebración relacionada con el texto doceañista. La fecha de 1812 recordaba la ocasión en que se puso en duda el modelo estamental y la supremacía religiosa (así como la confesionalidad de la nación).

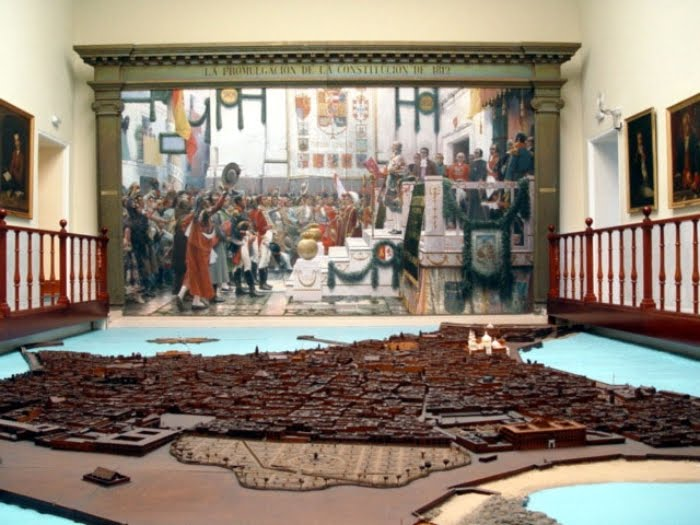
Museo de las Cortes Cádiz para conmemorar el Centenario

Mientras que, en ciudades como Zaragoza o Madrid, se empezaban a conmemorar los hechos de 1808, Guerra de la Independencia contra tropas Napoleónicas, Cádiz seguía casi paralizada. En 1908, el alcalde Cayetano del Toro toma la iniciativa de introducir a la ciudad en la Conmemoración de la Guerra de Independencia (como fenómeno conexo con 1812) proponiendo de un lado, llevar a cabo una velada y exposición con ocasión del 2 de mayo de 1808 en el Casino del Círculo Liberal. Esta era la oportunidad para movilizar a toda la ciudad y concienciarla para lo que debía ser el 1912, y llevar a la práctica lo necesario para fundar en las dos casas lindantes con el Oratorio, con el objetivo de crear un Museo de Historia y Bellas Artes de los años 1808 a 1820. Museo que fue inaugurado en 1912.

### Preparativos
Hubo oficialmente una primera propuesta desde la alcaldía en 1905 y que en 1906 se solicita formalmente al Gobierno tres cosas: a) Declaración del Oratorio de San Felipe Neri como Monumento Nacional; b) El pago de la deuda de la Nación al pueblo de Cádiz, donde materialmente se promulgó la Constitución. en forma de Monumento conmemorativo por la gesta; y c) Celebración del I Centenario de la Constitución de 1812.

### Programa
La agenda de festejos fue compleja, algunos tuvieron que alterarse completamente al coincidir con otros de carácter nacional. El fallecimiento de la Infanta María Teresa, hermana de Alfonso XIII, vino a presagiar la ausencia del Rey en los actos. Desde el primer momento, se aprecia que S.M. el Rey y el Gobierno no parecen entusiasmados por acudir. Más bien parecen haber esperado a última hora para comunicar su ausencia y enviar un representante sin relevancia. Parece claro que deseaban sobrescribir la historia y no hacer la menor relevancia a la figura de Fernando VII y sus designios antidemocráticos. Los festejos de marzo estuvieron marcados por la presencia del ministro Moret y del Toro, en los de octubre, el protagonismo sería acaparado por el liberal Labra. La inauguración del Museo Iconográfico apenas fue recogido por la prensa nacional que le dedica un pequeño párrafo para describir la inauguración del edificio sin casi hacer referencia a que la financiación fue prácticamente exclusiva del Ayuntamiento de Cádiz y de la generosidad de los convecinos en sus donaciones (que procedían de la Velada de 1908). Ni siquiera se menciona el enorme cuadro de Viniegra que había sido la aportación del Estado

## Consecuencias
Desafortunadamente los actos no alcanzaron las expectativas ni colmaron las ilusiones depositadas en el Año Centenario. Aquello no era sino un reflejo de la convulsa situación política que se vivía en las primeras décadas del recién nacido siglo XX. No faltarían más de diez años para que el jerezano Primo de Rivera diera un golpe de Estado en 1923 y que duraría hasta poco antes de la restauración de la II República, antesala de la guerra civil del 36.

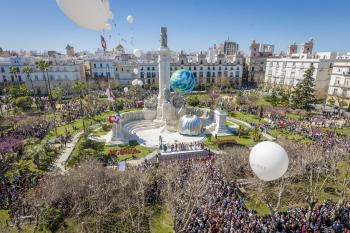
Monumento Constitución 1812. Cádiz

A un nivel más local el Oratorio de la Iglesia de San Felipe Neri fue declarado Monumento Nacional. Se revalorizó su papel simbólico, se restauró, se limitó la propiedad eclesiástica a su condición monumental ante la negación de la Iglesia. La ciudad obtuvo el monumento conmemorativo a la Constitución del 12, que se le adeudaba desde 1813. Actualmente es uno de los monumentos más significativos de la ciudad. Para otra ocasión queda recordar que sigue sin inauguración oficial y que es un ejemplo de los últimos grandes monumentos historicistas de su época.
Los actos de 1912 sirvieron para recomponer los contactos diplomáticos con las repúblicas americanas. Subrayemos la presencia de la delegación cubana como el ejemplo más significativo
La ciudad se dotó de un Museo permanente que recordase una de las páginas más gloriosas de su historia. Dicho Museo fue posible gracias al empeño personal de Del Toro, a su “ensayo” con la velada patriótica de 1908 y con su propio patrimonio puesto que avaló las obras de reforma que el arquitecto municipal había propuesto.
Los fastos de 1912 evidenciaron la crisis interna del partido liberal. En pocos meses se hizo patente para todos que importaba más la lucha de poder en Madrid entre Romanones, Moret, Labra y Sagasta.